# Ageniellini
Ageniellini (лат.) — триба дорожных ос из подсемейства Pepsinae (Pompilidae). Встречаются повсеместно (в Неотропике 7 родов, на Дальнем Востоке России 4 рода). Около 20 родов и подродов.

## Описание
Морфологически и поведенчески разнообразная группа. Жвалы 2-зубые. Прементум нижней губы несёт пучок отстоящих волосков. Охотятся на пауков. Некоторые самки ос отрезают ноги жертв-пауков, затем транспортируют в земляные гнёзда, которые строят одиночно или совместно. Для представителей рода Poecilagenia характерен клептопаразитизм, при котором их самки проникают в гнёзда других дорожных ос (например, Priocnemis, Auplopus) и откладывают там на их провизию свои яйца, как кукушки.
- Ageniella Banks, 1912[5][6]
- Atopagenia Wasbauer, 1987[7]
- Auplopus Spinola, 1841
- Cyemagenia Arnold, 1946[8]
- Dichragenia Haupt, 1950
- Dimorphagenia Evans, 1973[9]
- Eragenia Banks, 1946[10]
- Hormopogonius Arnold, 1934
- Machaerothrix Haupt, 1938
- Macromerella Banks, 1934
- Macromeris Lepeletier, 1851
- Melanagenia Wahis, 2009[11]
- Mystacagenia Evans, 1973[9]
- Paragenia Banks, 1933
- Phanagenia Banks, 1933[12]
- Phanochilus Banks, 1944[13]
- Poecilagenia Haupt, 1927[14]
- Priocnemella Banks, 1925[15]